# Enrico Garozzo
Enrico Garozzo (né le 21 juin 1989 à Catane) est un escrimeur italien, spécialiste de l'épée.

## Biographie
C'est le frère aîné de Daniele Garozzo, fleurettiste et champion olympique.
Enrico Garozzo obtient la médaille d'argent aux championnats du monde cadets à Taebaek en 2006, puis l'or aux championnats du monde juniors à Acireale en 2008. Chez les seniors, il remporte la médaille de bronze aux Jeux méditerranéens à Mersin en 2013. Il commence la saison 2013-2014 par une deuxième place au Grand Prix de Doha.

## Palmarès
- Jeux olympiques
  -  Médaille d'argent par équipes aux Jeux olympiques de 2016 à Rio de Janeiro